# Jarousseau, der Pfarrer der Wüste

Einband

Jarousseau, der Pfarrer der Wüste (französisch Jarousseau, le pasteur du désert) ist ein erbauliches Buch von Eugène Pelletan, einem republikanischen Journalisten, Abgeordneten, Pariser Senator und Minister der 3. Republik. Das Buch erzählt das Leben seines Ur-Großvaters Jean Jarousseau (* 25. Dezember 1729 in Mainxe, † 1819 in Semussac), der aus der Pfarrei Mainxe-en-Angoumois stammte. 1761 geht er, um das Amt des Pastors der „Wüste“ (= Diaspora) in Saint-Georges-de-Didonne auszuüben. 1767 heiratete er Anna Lavocat. Sie hatten zusammen sieben Kinder.
Franz Eugen Schlachter hat diese kirchengeschichtliche Abhandlung nicht persönlich verfasst, wie zum Beispiel die Schriften Herodes I., genannt der Große (1897) und Das Evangelium der Reformation am Berner Reformationsgespräch von 1528 (1910), sondern diese Schrift aus dem Französischen übersetzt. Er veröffentlichte die Geschichte zuerst in seiner Zeitung Brosamen von des Herrn Tisch als eine Artikel-Serie, dann folgte das gedruckte Büchlein, das von den Kämpfen der verfolgten Gemeinde erzählt. Zusammen mit „Pater Chiniquy“ und „Das Evangelium der Reformation am Berner Reformationsgespräch von 1528“, bzw. dem Vortrag „Was verdanken wir der Reformation“, umfasst dies das Gesamt-Werk Schlachters bezüglich der Reformation bzw. deren Auseinandersetzungen. Schlachter hatte immer eine glückliche Hand kurze Darstellung auszuwählen oder selber zu schreiben, so dass der Leser – ohne sich groß einarbeiten zu müssen – schnell einen Überblick über die Thematik bekommt.
Es ist die erschütternde Geschichte der verfolgten Gemeinde Jesu in Frankreich. Trotz der tragischen und leidvollen Geschichte finden wir in dem Werk auch Humoristisches. Es wird von der außergewöhnlichen Hochzeit von Jarousseau berichtet, seinem intelligenten Pferd namens „Misere“. Letztlich geht er sogar nach Paris zum König, um für die verfolgte Gemeinde zu bitten. Er übersteht alle Gefahren, erlebt erstaunliche Bewahrungen und letztlich die Fürsorge Gottes und geht im neunzigsten Lebensjahr im Frieden heim.